# 瑟利讷河
瑟利讷河（法語：Seulline，法語發音：[sœlin]）是法国诺曼底大区卡尔瓦多斯省的河流，是瑟勒河的支流，长11.29千米，发源自圣乔治多奈，于瑟勒河畔圣卢埃和维伊博卡日之间流入瑟勒河。